# Guerreiros Z (Dragon Ball)
Os Guerreiros Z (Z±, Zetto Senshi) são um grupo de lutadores poderosos no universo de Dragon Ball, responsáveis por proteger a Terra e o universo contra ameaças extraordinárias. O termo surgiu em Dragon Ball Z e se consolidou como uma referência aos principais aliados de Son Goku, que enfrentam vilões cada vez mais fortes ao longo da série.

Son Goku é líder de facto do time, que começou a ser moldado ainda em Dragon Ball Clássico, mas foi a partir da saga de Raditz, em Dragon Ball Z que o grupo foi criado, eles se reúnem principalmente na Plataforma Celeste.

## Membros e Aliados
Son Goku: líder de facto do time, o personagem principal e cofundador da equipe. Um dos membros mais poderosos, ele frequentemente recebe a função de campeão, eliminando o inimigo mais poderoso após seus aliados serem derrotados ou incapacitados 
Son Gohan: Filho mais velho de Goku. Gohan permanece em um papel coadjuvante durante grande parte da série, sob a tutela de outros lutadores mais poderosos, mas ao final dos Jogos de Cell, ele assume brevemente o papel de campeão da equipe de seu pai e, posteriormente ele lidera o universo 7 no Torneio do Poder
Son Goten: O filho mais novo de Goku, cuja aparência se assemelha bastante à do pai, o papel de Goten é o de alívio cômico ou de personagem coadjuvante 
Kuririn: Melhor amigo de Goku, ex-colega de escola, Kuririn normalmente é retratado em um papel de apoio ou planejamento, geralmente como parte de um esquema maior ou iniciando uma finta. Ele costuma proporcionar algum alívio cômico para a equipe. 
Piccolo: Outrora arquirrival de Goku, ele se torna um de seus maiores aliados, como os dois eram os lutadores mais fortes da Terra na época, Piccolo cofundou a equipe com Goku. Piccolo considera a estratégia tão valiosa quanto o poder bruto, já que demonstrou ser mais esperto que oponentes e superar adversários mais fortes como Shisami e Frost
Tenshinhan: Ex-assassino e antigo rival de Goku, Tenshinhan continua sendo um personagem coadjuvante durante grande parte de sua participação na série e frequentemente ajuda lutadores mais fortes a ganhar tempo contra oponentes poderosos. 
Chaos: Melhor amigo e ex-colega de escola de Tenshinhan. Ele é frequentemente deixado de fora de batalhas importantes devido a preocupações com sua segurança desde a batalha contra Nappa, onde ele se sacrifica, Apesar disso, Chiaotzu permanece diligente em seu treinamento, ele retorna com um lutador da equipe na batalha contra a brigada galática de Moro
Yajirobe: Ele ajuda principalmente entregando Sementes dos Deuses já que não gosta de combate. Ele também desempenhou um papel importante na derrota de Vegeta, cortando sua cauda durante o combate 
Vegeta: O Príncipe Saiyajin e o eterno rival de Goku começa como um inimigo ao lado de Nappa, contra Freeza, se junta relutantemente. Durante a maior parte da série, Vegeta é apenas um aliado que, na prática, causa quase tanto mal quanto bem devido à sua arrogância e crueldade, mas reconhece sua mudança e tem sua redenção ao longo da série 
Trunks: Filho mais velho de Vegeta, sendo um jovem sem educação na maior parte de sua aparição na série, é retratado ora como um alívio cômico (ao lado de Goten) para as ações mais sérias que os adultos enfrentam 
Trunks (Do Futuro): A versão viajante do tempo de Trunks, vinda de um futuro devastado, ele volta no passado com a intenção de avisar sobre seu tempo e entrega o remédio pra doença de coração que mataria Goku, também é o responsável por derrotar Freeza e Rei Cold, Este Trunks, embora também fosse um suporte ocasional na linha de frente, era mais útil para a equipe como guia devido ao seu conhecimento de eventos futuros, ele retorna novamente em Dragon Ball Super pra pedir ajuda contra Goku Black
Yamcha: Um temível bandido do deserto, cronologicamente, ele é o primeiro aliado de Goku em combate. Ele se aposenta após a derrota de Cell, mas retorna como um lutador contra a brigada galática de Moro.
Mestre Kame: O eremita tartaruga, criador da técnica mais famosa da série, o Kamehameha, ele foi o mentor de Goku, apesar de ser fisicamente um dos membros mais fracos, Kame é capaz de usar sua vasta experiência e habilidades para lutar contra oponentes muito mais fortes do que ele. Após a luta com o Rei Piccolo, o Mestre Kame se aposenta, mas retorna como lutador do grupo durante o ataque de Freeza a Terra.
Androide 17: Originalmente um humano chamado Lápis, é irmão da Androide 18 e cunhado de Kuririn, entrou na equipe pra auxiliar o Universo 7 no Torneio do Poder, e foi fundamental pra vitória da mesma 
Androide 18: Originalmente uma humana chamada Lazuli, irmã do Androide 17, É uma ciborgue construída por Dr. Gero para se vingar de Goku, mas eventualmente se casa com Kuririn e muda de comportamento, ajudou a equipe no Torneio do Poder
Majin Boo: Foi um ser mágico maligno, ele traiu Babidi, tornou-se amigo de Mr Satan e lutou contra sua encarnação maligna, Evil Boo, além de ajudar Goku e Vegeta na luta contra sua contraparte maligna, Kid Boo. Era planejado que auxiliasse o Universo 7 no Torneio do Poder, mas por ter um sono pesado, foi substituído por Freeza

## Batalhas Coletivas dos Guerreiros Z
A seguir, as principais batalhas onde o grupo atuou em conjunto:

### Saga Saiyajin
- Guerreiros Z vs. Nappa
  - Participantes: Goku, Piccolo, Gohan, Kuririn, Tenshinhan, Yamcha, Chaos
  - Destaque: Primeira formação completa contra ameaça alienígena, mortes de Yamcha, Tenshinhan e Chaos.

### Saga Freeza
- Guerreiros Z vs. Força Ginyu
  - Participantes: Goku, Vegeta (aliado), Gohan, Kuririn
  - Destaque: Combate contra esquadrão de elite com táticas coordenadas, nenhuma morte.

### Saga Cell
- Guerreiros Z vs. Androides 17 e 18
  - Participantes: Vegeta, Trunks, Piccolo, Kuririn
  - Destaque: Primeiro confronto contra os androides, nenhuma morte.
- Guerreiros Z vs. Cell (Forma Imperfeita)
  - Participantes: Piccolo, Tenshinhan, Vegeta, Trunks (futuro)
  - Destaque: Shin Kikoho de Tenshinhan, e o orgulho de vegeta, nenhuma morte.

### Saga Majin Boo
- Guerreiros Z vs. Majin Boo
  - Participantes: Goku, Gohan e Gotenks
  - Destaque: Estratégias múltiplas contra regeneração de Boo, exceto Goku, todos foram absorvidos

### Dragon Ball Super
- Guerreiros Z vs. Freeza Dourado
  - Participantes: Goku, Vegeta, Gohan, Piccolo, Kuririn, Tenshinhan e Mestre Kame
  - Destaque: Uma revanche coletiva contra Freeza ressuscitado, A terra é destruída, mas com a habilidade de Whis, Goku volta no tempo e derrota Freeza
- Guerreiros Z no Torneio do Poder
  - Participantes: Goku, Gohan, Vegeta, Piccolo, Kuririn, Tenshinhan, Mestre Kame, Androide 17, Androide 18 e Freeza
  - Destaque: As respectivas evoluções de seus combatentes e a improvável aliança de Goku e Freeza (com o auxílio de Androide 17) pra derrubarem o último combatente, Jiren.